# Microcolona
Microcolona é um gênero de traça pertencente à família Agonoxenidae.